# به حرفام گوش بده (ای‌پی)
به حرفام گوش بده (انگلیسی: Hear Me) یک ای‌پی از گروه موسیقی راک آمریکایی ایمجین درگنز است که در ۲۵ نوامبر ۲۰۱۲ برای بریتانیا و ایرلند منتشر شد.